# 西淮坝镇
西淮坝镇，是中华人民共和国陕西省汉中市略阳县下辖的一个乡镇级行政单位。

## 行政区划
西淮坝镇下辖以下地区：
西淮坝村、贤村、东淮村、梁家河村、苇子沟村和大沟村。